# Újtusnád
Újtusnád (románul Tușnadu Nou) falu Romániában Hargita megyében.

## Fekvése
A falu Csíkszeredától 26 km-re délkeletre a Tusnádi-szoros északi kijáratánál az Olt széles lankáján fekszik. Tusnádhoz tartozik.

## Története

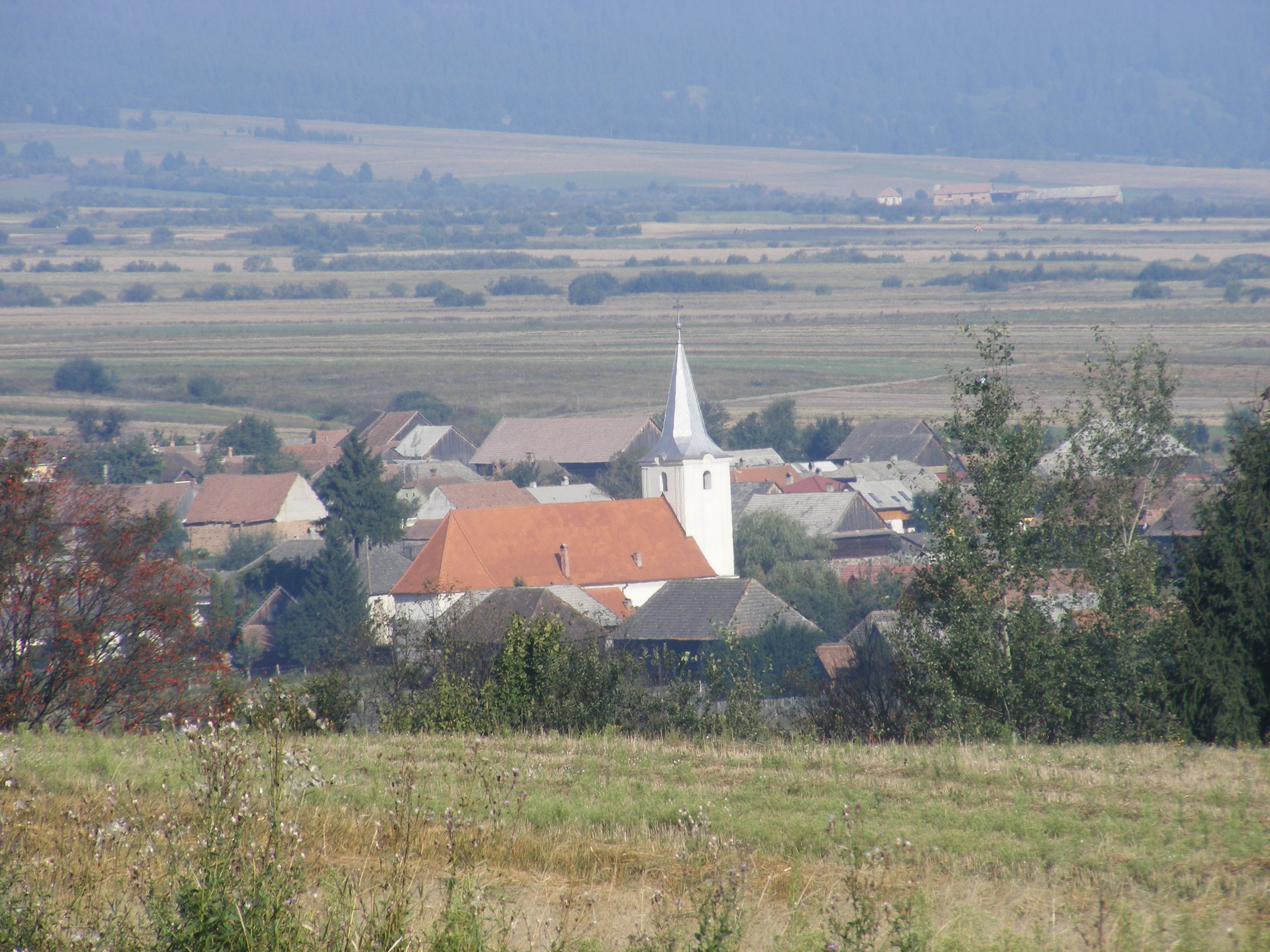
Újtusnád képe a templommal

1822-ben alapították a leégett Nagytusnád Szeretszeg nevű részének lakói. Kedvelt üdülőhelye a falu déli határában az Oltba ömlő Ravasz-patak fejében fekvő Nádasfürdő. Tulajdonképpen ez volt a régi Tusnádfürdő, melyet már a 16. században is ismertek. Közelében 4 hektáros forrásláp van.
Római katolikus templomát 1873 és 1897 között építették Páduai Szent Antal tiszteletére, 1995-ben bővítették. A környék borvizeit palackozó 1973-ban épült borvíztöltő üzeme van.
A trianoni békeszerződésig Csík vármegye Kászonalcsíki járásához tartozott. 1992-ben 1020 magyar lakosa volt.

## Borvízforrások és gyógyfürdők
- Tusnádi borvíz
- Nádasfürdő

## Természeti értékek
- Közép-patak lápja
- Nádasfürdő lápja

## Testvértelepülés
- Tápiószele, Magyarország